# Амма Маккал Муннетра Кажагам
Амма Маккал Муннеттра Казагам (перекл. Народна прогресивна федерація Амма; скорочено AMMK) — індійська регіональна політична партія з великим впливом у штаті Таміл Наду та союзній території Пондічеррі.  АММК — це дравідійська партія, заснована Т. Т. В. Дінакараном в Мадураї 15 березня 2018 року як фракція, яка відкололася від Всеіндійської Анни Дравіди Муннетра Кажагам. ТТВ Дхінакаран були призначені відповідно і генеральним секретарем партії.